# Biserica „Adormirea Maicii Domnului” din Liiceni
Biserica Adormirea Maicii Domnului este un lăcaș de cult ortodox din Liiceni, Olt.

## Istoric
Monument istoric cu codul LMI 2010 OT-II-m-B-08940 - Biserica „Adormirea Maicii Domnului” din Liiceni. 
Construită în anul 1590, în timpul domniei lui Mihnea Turcitul, biserica a fost refăcută în secolul XVIII.
În anul 1872, clădirea bisericii a fost reparată și zugrăvită.
Ce mai actuală restaurare datează din anul 1947.
O sursă diferită precizează că, în secolul al XVIII-lea ar fi fost reconstruită, de fapt, de către vornicul Tudor Fărcășani.